# Walking on the Moon
Singles de The Police
Message in a Bottle
(1979) The Bed's Too Big Without You
(1980)
Walking on the Moon est une chanson du groupe anglais The Police sortie en 1979 sur l'album Reggatta de Blanc, puis en single. Elle atteint la neuvième place en Australie mais n'est pas classée aux États-Unis. C'est l'un des morceaux les plus reggae de The Police. Selon Sting, qui l'a écrite, Walking on the Moon est une métaphore pour décrire ce que l'on ressent en amour. Après Message in a Bottle, elle constitue le second numéro 1 du groupe au Royaume-Uni.

## Genèse et écriture
Sting explique dans une interview que l'idée de cette chanson lui est venue alors qu'il était ivre à Munich en Allemagne :

« J'étais ivre dans une chambre d'hôtel à Munich, affalé sur mon lit, avec le décor tourbillonnant, lorsque ce rythme est entré dans ma tête. Je me suis levé et j'ai fait le tour de la chambre en chantant : "Marcher autour de la chambre, la marche autour de la chambre" ("walking 'round the room" en anglais). Ce fut tout. À la lumière fraîche du matin, je me suis rappelé ce qui s'était passé et j'ai écrit le morceau. Mais Walking 'round the room était un titre stupide alors j'ai pensé à quelque chose d'encore plus stupide qui a été Walking on the Moon »

Dans son autobiographie, Sting explique que la chanson a été en partie inspirée par une ex petite amie :

« Deborah Anderson était ma première vraie petite amie ... et après quelques mois de relation, l'idée d'écrire un morceau décrivant ce que l'on ressent en amour m'est venue. Être amoureux, c'est comme être soulagé de la pesanteur. »

## Clip vidéo
Le clip de la chanson a été tourné au Centre spatial Kennedy aux États-Unis le 23 octobre 1979. Le clip comporte les membres du groupe à proximité d'une fusée Saturn V à l'horizontal, entrecoupé de plusieurs séquences de la NASA.
- Clip vidéo : Walking on the Moon

## Classements hebdomadaires
| Classement (1979-80)                   | Meilleure position |
| -------------------------------------- | ------------------ |
| Australie (Kent Music Report)          | 9                  |
| Canada (RPM Top Singles)               | 65                 |
| Belgique (Flandre Ultratop 50 Singles) | 16                 |
| France (SNEP)                          | 6                  |
| Irlande (Irish Singles Chart)          | 1                  |
| Nouvelle-Zélande (RMNZ)                | 12                 |
| Pays-Bas (Single Top 100)              | 8                  |
| Pays-Bas (Nederlandse Top 40)          | 9                  |
| Royaume-Uni (UK Singles Chart)         | 1                  |

## Certification
| Pays              | Certification | Date       | Unités certifiées |
| ----------------- | ------------- | ---------- | ----------------- |
| Royaume-Uni (BPI) | Or            | 01/12/1979 | 500 000           |

## Fiche technique

### Liste des titres
Toutes les chansons sont écrites et composées par Sting.
| 1. | Walking on the Moon  | The Police, Nigel Gray | 3:59 |
| 2. | Visions of the Night | The Police             | 3:05 |

### Crédits
Les crédits sont adaptés depuis Discogs et la pochette de l'album Reggatta de Blanc (1979),.
- Sting : Chant, chœur et basse
- Andy Summers : Guitare
- Stewart Copeland : Batterie
- The Police : Réalisation
- Nigel Gray : Réalisation
- Enregistré à Surrey Sound Studios